# Barciany
Barciany (Barten fino al 1945) è un comune rurale polacco del distretto di Kętrzyn, nel voivodato della Varmia-Masuria.
Ricopre una superficie di 293,62 km² e nel 2004 contava 6 767 abitanti.
Il comune è al confine con la Russia (Oblast' di Kaliningrad).